# Odostomia amanda
Odostomia amanda is een slakkensoort uit de familie van de Pyramidellidae. De wetenschappelijke naam van de soort is voor het eerst geldig gepubliceerd in 1863 door Garrett.